# Xysticus fraternus
Xysticus fraternus es una especie de araña cangrejo del género Xysticus, familia Thomisidae. Fue descrita científicamente por Banks en 1895.

## Distribución geográfica
Habita en Canadá y los Estados Unidos.